# Conjetura de Oppermann
La conjetura de Oppermann es un problema no resuelto en matemáticas sobre la distribución de los números primos. Está estrechamente relacionada con la conjetura de Legendre, la conjetura de Andrica y la conjetura de Brocard, aunque es más fuerte que todas ellas. Lleva el nombre del matemático danés Ludvig Oppermann, quien la presentó en una conferencia inédita en marzo de 1877.

## Declaración
La conjetura establece que, por cada número entero x > 1, hay al menos un número primo entre
x(x − 1) y x2,
y al menos otro primo entre
x2 y x(x + 1).
También se puede expresar de manera equivalente indicando que la función contador de números primos debe tomar valores desiguales en los extremos de cada rango. Esto equivale a que:
π(x2 − x) < π(x2) < π(x2 + x) para x > 1
siendo π(x) el número de números primos menores o iguales que x.
Los puntos finales de estos dos rangos son un cuadrado situado entre dos números prónicos, siendo cada uno de los valores extremos prónicos por definición el doble de un número triangular. La suma del par de números triangulares es precisamente el cuadrado.

## Consecuencias
Si la conjetura es verdadera, entonces la diferencia entre dos números primos consecutivos sería del orden de
{\displaystyle g_{n}<{\sqrt {p_{n}}}\,}.
Esto también significa que habría al menos dos números primos entre x2 y (x + 1)2 (uno en el rango de x2 a x) (x + 1) y el segundo en el rango de x(x + 1) a (x +  1)2), reforzando la conjetura de Legendre de que hay al menos un primo en este rango. Debido a que hay al menos un número no primo entre dos números primos impares, la conjetura de Brocard también implicaría que hay al menos cuatro números primos entre los cuadrados de números primos impares consecutivos. Además, implicaría que la mayor diferencia posible entre dos números primos consecutivos podría ser como máximo proporcional al doble de la raíz cuadrada de los números, tal y como establece la conjetura de Andrica.
La conjetura también implica que se puede encontrar al menos un número primo en cada cuarto de revolución de la espiral de Ulam.

## Estado
Incluso para valores pequeños de x, el número de números primos en los rangos dados por la conjetura es mucho mayor que 1, lo que proporciona una fuerte evidencia de que la conjetura es verdadera. Sin embargo, la conjetura de Oppermann todavía no había sido probada a 2015.